# بد والترسدورف
بد والترسدورف (به آلمانی: Bad Waltersdorf) یک منطقهٔ مسکونی در اتریش است که در هارتبرگ فورستنفلد واقع شده‌است. بد والترسدورف ۳۱٫۸۴ کیلومتر مربع مساحت دارد ۲۹۱ متر بالاتر از سطح دریا واقع شده‌است.